# Sendai Kamotsu
I Sendai Kamotsu sono una band Side Project Visual kei formata dalla band Giapponese Nightmare formata nel Sendai nel settembre del 2001. La band è formata dagli stessi membri dei Nightmare (anche se nessuno della band lo ammette), ma con nomi diversi e anche con l'aggiunta di un sesto membro: il Programmatore Kurihara. La band è composta da Chiba ( Voce ), Satty (Chitarra solista), Fullface (Chitarra ritmica), Wen Chen Chen (Basso) e Gigaflare (Batteria).

## Storia

### 2001-2010
I Sendai Kamotsu si formarono nel 2001 dopo i Nightmare e ottennero successo iniziando la loro attività nel 2002. Presero parte alla prima omnibus Cannonball e fecero un tour con Doremidan e Shulla. Essi furono presenti nel PV dei Nightmare "Jishou Shounen Terrorist" tranne Chiba.
I loro primi due demo "Kimuchi" e "Saipan" vennero pubblicati rispettivamente nei mesi di aprile e luglio 2002. Il loro primo album "Okuro Kotoba" uscì nell'aprile del 2004, dopo un solo anno pubblicarono "NMN -No More Nayamimuyu-" nel febbraio del 2006, "Kamisama Mou Sukoshi Dake" e il loro secondo album "Jinsei Game" nel luglio del 2006, "Gei School Otokogumi" nell'ottobre del 2007 e "Umanamide" nell'ottobre del 2008. Il 5 settembre annunciarono che la band era in pausa a causa del fallimento della società. La storia del loro fallimento venne mostrata nel PV "Fuckyou no Kaze". Il 5 novembre 2009 la band ebbe uno spettacolo finale a Sendai e al Nippon Budokan intitolato "Fukyou no Kaze~ ~Sendai Kamotsu~ ~Forever~. Il 28 ottobre 2009 pubblicarono il loro terzo album "Deko", che raggiunse la 15ª posizione nella classifica Oricon.
Poiché la band era in pausa, il cantante Chiba (presumibilmente il fratello minore di Yomi il cantante dei Nightmare iniziò una carriera solista sotto il nome di Igaguri Chiba. Il primo singolo di Chiba "Gira Gira Boys" venne distribuito il 6 ottobre 2010, Chiba intraprese un breve tour da solista in tre Live House: Nagoya Diamond Hall, Osaka Big Cat e Shibuya O-East. Il breve Tour venne chiamato "On the Road Until Sendai Kamotsu's Revival". Il suo ultimo DVD e CD Live vennero pubblicati il 6 ottobre 2010 insieme a "Gira Gira Boys". 

### Rinascita (2012-Presente)
La rinascita dei Sendai Kamotsu venne recentemente annunciata sul loro sito. Chiba dichiarò che il motivo del loro risveglio era perché il Giappone era in crisi e aveva bisogno di un eroe. Il sestetto tornò con il loro quarto tour "Hero ~The Comforting Express Home Delivery Service, Returned~" nel mese di luglio, nonché la distribuzione di due nuove canzoni via Dwango per il download.